# Risky Woods
Risky Woods, i Japan känt som Jashin Draxos (邪神ドラクソス Evil God Draxos?), är ett sidscrollande dator- och TV-spel med fantasytema, utvecklat av Dinamic Software och Zeus Software, och utgivet av Electronic Arts i december 1992.

## Handling
De uråldriga munkarna som bevarar visdomen har blivit förvandlade till sten. Den unge Rohan måste rädda dem.

### Fotnoter
1. ↑  ”Riskjy Woods” (på engelska). Mobygames. 11 mars 1992. http://www.mobygames.com/game/risky-woods. Läst 6 juni 2014.